# Baramia echinosa
Baramia echinosa – gatunek kosarza z podrzędu Laniatores i rodziny Podoctidae.

## Występowanie
Gatunek wykazany z malezyjskiego stanu Sarawak, na wyspie Borneo.